# Black Rain (album)
Black Rain is het negende studioalbum van de Britse heavymetalzanger Ozzy Osbourne uit 2007.
Osbourne verklaarde dat dit het eerste album was dat hij nuchter heeft opgenomen. Black Rain is het eerste album van de zanger die industrial en thrashmetal elementen bevat. Hoewel zijn lyrische stijl gelijk bleef, bevat het album veel elementen die niet in vorige albums voorkomen, zoals vervormde zang, zwaardere gitaren en een hoger gebruik van synthesizers. Gitarist Zakk Wylde speelde ook de toetsen op dit album en hij koos er soms voor om een toetsen solo in plaats van een gitaar solo aan een nummer toe te voegen.
Het album debuteerde op de derde positie in de Billboard 200 en verkocht in de eerste week ongeveer 152.000 exemplaren.

## Nummers
Alle nummers, met uitzondering van waar het is aangegeven, werden door Ozzy Osbourne, Zakk Wylde en Kevin Churko geschreven.
1. "Not Going Away" - 4:32
2. "I Don't Wanna Stop" - 3:59
3. "Black Rain" - 4:42
4. "Lay Your World on Me" - 4:16
5. "The Almighty Dollar" (Osbourne, Churko) - 6:57
6. "11 Silver" - 3:42
7. "Civilize the Universe" - 4:43
8. "Here for You" - 4:37
9. "Countdown's Begun" - 4:53
10. "Trap Door" (Osbourne, Churko) - 4:03

## Medewerkers
- Ozzy Osbourne - vocals
- Zakk Wylde - elektrische gitaar, keyboards, backing vocals
- Rob "Blasko" Nicholson - basgitaar
- Mike Bordin - drums
- Kevin Churko - producer, engineer, mixer
- Zack Fagan - additionele engineering
- Joshua Marc Levy - art directie en nieuw logo design